# Drupadia fulminans
Drupadia fulminans är en fjärilsart som beskrevs av Otto Staudinger 1889. Drupadia fulminans ingår i släktet Drupadia och familjen juvelvingar. Inga underarter finns listade i Catalogue of Life.